# X Giochi del Mediterraneo
I X Giochi del Mediterraneo si sono svolti a Laodicea, in Siria, dall'11 al 25 settembre 1987.
All'edizione parteciparono 18 nazioni i cui 2180 atleti gareggiarono in 162 eventi di 19 diverse discipline sportive.

## Partecipanti
- Albania
- Algeria
- Cipro
- Egitto
- Francia
- Grecia
- Italia
- Jugoslavia
- Libano
- Libia
- Malta
- Marocco
- Monaco
- San Marino
- Spagna
- Siria
- Tunisia
- Turchia

## Risultati
- Atletica leggera (dettagli)
- Calcio (dettagli)
- Ciclismo (dettagli)
- Ginnastica artistica (dettagli)
- Judo (dettagli)
- Lotta (dettagli)
- Nuoto (dettagli)
- Pallacanestro (dettagli)
- Pallamano (dettagli)
- Pallanuoto (dettagli)
- Pallavolo (dettagli)
- Pugilato (dettagli)
- Sollevamento pesi (dettagli)
- Tennis (dettagli)
- Tennistavolo (dettagli)
- Tiro (dettagli)
- Tuffi (dettagli)